# Böhmöd (Bergheim)
Böhmöd ist eine Wüstung auf dem Gebiet der Gemeinde Hohenfels im oberpfälzischen Landkreis Neumarkt in der Oberpfalz in Bayern. Sie liegt im Truppenübungsplatz Hohenfels.

## Geschichte
Böhmöd war ein Ort der 1944 aufgelösten Gemeinde Bergheim, die dem Heeresgutsbezirk Hohenfels zugeteilt wurde. Die Einöde bestand 1925 aus einem Wohngebäuden und hatte sechs Einwohner. 1950 kam Böhmöd zur Gemeinde Nainhof-Hohenfels und hatte ein Wohngebäude und sechs Einwohner.